# Achete
Achete est une ancienne freguesia portugaise située dans le District de Santarém.
Avec une superficie de 31,63 km2 et une population de 1 895 habitants (2001), la paroisse possède une densité de 59,9 hab/km2.

## Histoire
La loi no 11-A/2013 du 28 janvier 2013, portant réorganisation administrative du territoire des freguesias, fusionne Achete avec les paroisses voisines d’Azoia de Baixo et Póvoa de Santarém. La nouvelle paroisse prend le nom d’União das Freguesias de Achete, Azoia de Baixo e Póvoa de Santarém et son siège est fixé à Achete.